# Dzsibuti hadereje
Dzsibuti hadereje a szárazföldi erőkből, a légierőből és a haditengerészetből áll.

## Fegyveres erők létszáma
- Aktív: 9000 fő

## Szárazföldi erők
Létszám
8000 fő
Állomány
- 1 gyalogos zászlóalj
- 2 határőr zászlóalj
- 1 tüzér osztály

Felszerelés
- 30 db páncélozott harcjármű
- 6 db vontatásos tüzérségi löveg

## Légierő
Létszám
300 fő
Felszerelés
- 4 db szállító repülőgép
- 4 db helikopter

## Haditengerészet
Létszám
700 fő
Hadihajók
- 2 db hadihajó